# Mainina-Loch

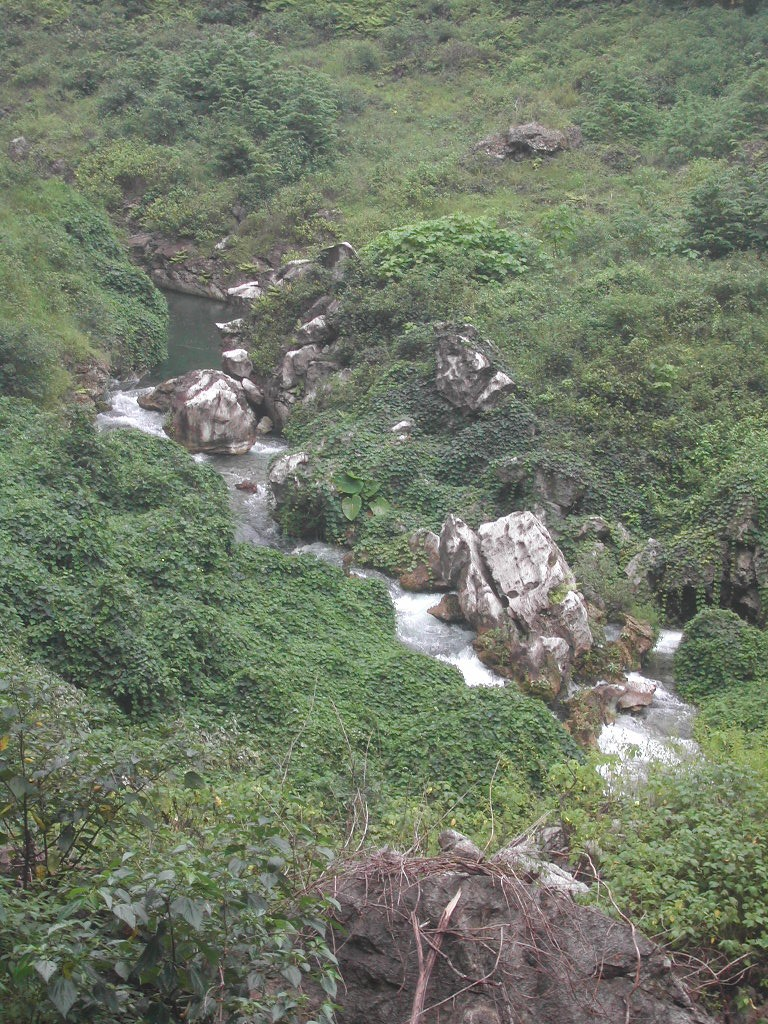
Der Ponor von Mainina im April 2003, als der Fluss wenig Wasser führte

Das Mainina-Loch ist ein Ponor im Suco Muapitine (Verwaltungsamt Lospalos, Gemeinde Lautém) in Osttimor. In dem Sinkloch verschwindet der 3,5 km lange Irasiquero, ein Fluss, der aus dem See Ira Lalaro abfließt.
Das Mainina-Loch liegt am Ende einer schmalen Schlucht, am Fuß der Bergkette des Paitchau. Versuche mit Farbtracern haben ergeben, dass das Wasser sowohl in drei Quellen südlich der Berge, als auch in vier Quellen nahe Com, an der Nordküste, wieder zum Vorschein kommt.
Der Ort ist eine heilige Stätte der lokalen Bevölkerung. Ein Haufen Felsblöcke versperrt den Weg in eine mögliche Höhle. Forscher konnten sich bisher nur 20 Meter weit zwischen den Felsen durchzwängen, dann wurde der Weg zu eng.